# Michaelspalast

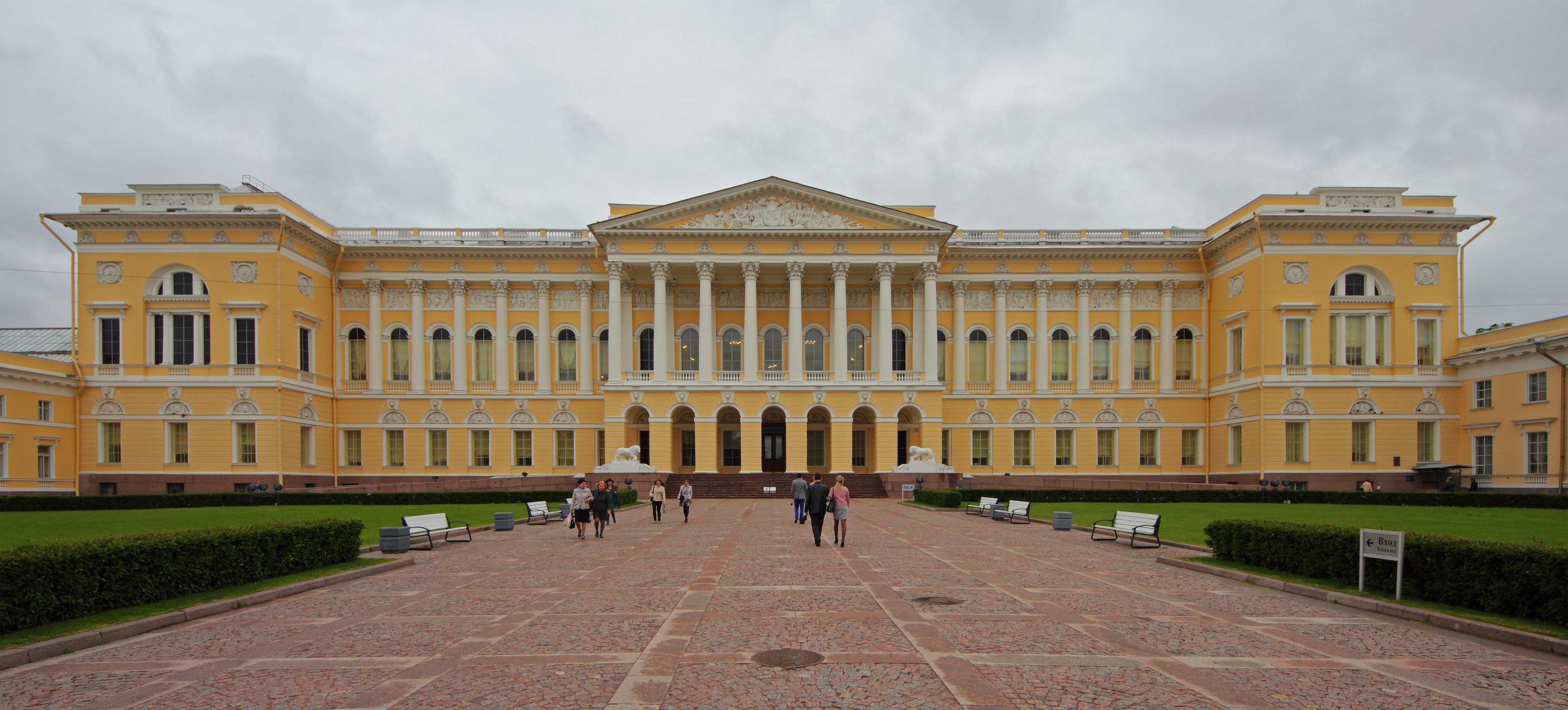
Michaelspalast

Der Michaelspalast (russisch Михайловский дворец) ist eine ehemalige Großfürstenresidenz am Platz der Künste in Sankt Petersburg, erbaut im Stil des Klassizismus und des Empire. Der Michaelspalast ist heute Teil des Staatlichen Russischen Museums.

## Geschichte
Die Idee der Erbauung einer neuen Residenz für den Großfürsten Michael Pawlowitsch hatte dessen Vater, der Kaiser Paul I. Im Jahre 1798 ordnete er an, Geld für den Bau bereitzustellen. Paul sah jedoch die Realisierung seiner Pläne nicht mehr, da er infolge einer Verschwörung am Hofe ermordet wurde. Trotzdem wurde sein Befehl verwirklicht. Als Michael 21 Jahre alt wurde, ordnete der ältere Bruder Alexander I. an, mit dem Bau zu beginnen.
Architekt des Palastes war Carlo Rossi. Er begann mit dem Projekt des Palastes 1817 und gestaltete in einem Zug mit dem Palastbau den gesamten umliegenden Platz der Künste. Die Grundsteinlegung erfolgte im Jahr 1819, die Fertigstellung im Jahr 1825. Die Bauarbeiten leitete Tommaso Adamini. Von der Seite des Marsfeldes wurde am Palast der gleichnamige Park angelegt.
Nach Michaels Tod 1849 wurde der Palast zum Witwensitz für seine Witwe Charlotte (Helena Pawlowna), die hier bis zu ihrem Tod 1873 lebte. Anschließend wurde er zum Wohnsitz ihrer Tochter, Großfürstin Katharina Michailowna Romanowa (1827–1894), der Frau und ab 1876 Witwe von Georg zu Mecklenburg. Georg Alexander zu Mecklenburg und Carl Michael zu Mecklenburg wuchsen hier auf.
Als Katharina Michailowna 1894 starb, erwarb Zar Nikolaus II. den Palast für 5 Millionen Rubel von ihren Kindern und richtete hier das Russische Museum ein.